# 登博維察河
登博維察河（羅馬尼亞語：râul Dâmboviţa）是羅馬尼亞南部的一條河流、多瑙河支流阿爾傑什河支流。全長286公里，流域面積2,837平方公里。
起源於外西凡阿爾卑斯山，向東南流經羅馬尼亞平原。流經主要城市有首都布加勒斯特。